# Strijkkwartet nr. 3 (Nordgren)
Pehr Henrik Nordgren voltooide zijn Strijkkwartet nr. 3 op 4 mei 1976.
Nordrgen zou gedurende zijn loopbaan elf strijkkwartetten componeren. Deze derde kwam in zijn Japanse periode (1972-1977), toen hij toch alweer in Finland verbleef. Nordgren had zich afgezonderd in het dorpje Nikula in de gemeente Kaustinen, midden Finland. Hij had voor dit werk een opdracht gekregen van het Helsinki Festival. Het werk werd daar dan ook als eerste uitgevoerd op 1 september 1976, het kwartet Voces Intimae verzorgde de uitvoering. 
Dit strijkkwartet kent maar één deel en is opgebouwd rondom de secunde As en Bes. 
Het werk werd in mei 2017 voor het eerst vastgelegd. Voor Alba Records Oy werd het opgenomen door het Kokkola Kwartet met Reijo Tunkkai, Annica Brännkárr (viool), Hanna Pakkala (altviool) en Lauri Pakkala (cello). Het Kokkola Kwartet is vernoemd naar Kokkola, net als Kaustinen een dorp in Centraal-Österbotten. Van het elftal strijkkwartetten is in 2024 nog niet de helft opgenomen. Via Finse platenlabels zijn dan alleen Strijkkwartetten nrs. 3, 4, 5, 10 en 11 verkrijgbaar en dan nog in slechts één opname per kwartet.